# ابن ماري
أبو العباس يحيى بن سعيد بن ماري والمعروف باسم ابن ماري (توفي عام 1193م).طبيب وأديب وشاعر عربي مسيحي من مدينة البصرة في العراق.أشهر مؤلفاته بعنوان المقامات النصرانية أو المقامات المسيحية على غرار مقامات الحريري.